# Love Yourz
«Love Yourz» (en español: Amor Tuyo) es una canción del rapero norteamericano J. Cole, lanzado el 27 de febrero de 2016 como cuarto y último sencillo promocional de su tercer álbum de estudio, 2014 Forest Hills Drive. La canción fue producida por Illmind, Cardiak, y CritaCal y fue escrita por J. Cole, Ramon Ibanga, Jr., Carl McCormick, y Calvin Price.

## Vídeo musical
El día de su cumpleaños número 31, el 28 de enero de 2016, J. Cole lanza el vídeo musical en vivo de ''Love Yourz'' junto al álbum sorpresa en vivo de 2014 Forest Hills Drive: Live. El vídeo musical fue filmado durante su 2014 Forest Hills Drive Tour, el vídeo también está incluido en su documental en HBO, Forest Hills Drive: Homecoming el 9 de enero de 2015.

## Rendimiento comercial
Love Yourz alcanzó el puesto número 34 en el Billboard X Top Tracks el 13 de febrero de 2016.

## Posicionamiento en listas
| Lista semanal (2016)                   | Posición |
| -------------------------------------- | -------- |
| Estados Unidos (Hot R&B/Hip-Hop Songs) | 41       |